# Ecuador op het wereldkampioenschap voetbal 2014
Ecuador was een van de deelnemende landen aan het wereldkampioenschap voetbal 2014 in Brazilië. Het was de derde deelname voor het land. Ecuador werd in de eerste ronde uitgeschakeld na nederlagen tegen Zwitserland en Frankrijk, en een zege tegen Honduras.

## Kwalificatie
Ecuador heeft zich geplaatst door zich te kwalificeren in het CONMEBOL kwalificatietoernooi. Door een vierde plaats in het kwalificatietoernooi werd er rechtstreekse kwalificatie afgedwongen.

### Kwalificatieduels

#### Eindstand
| Nr. | Land       | GW | W | G | V  | DV | DT | DS  | Ptn |
| --- | ---------- | -- | - | - | -- | -- | -- | --- | --- |
| 1   | Argentinië | 16 | 9 | 5 | 2  | 35 | 15 | +20 | 32  |
| 2   | Colombia   | 16 | 9 | 3 | 4  | 27 | 13 | +14 | 30  |
| 3   | Chili      | 16 | 9 | 1 | 6  | 29 | 25 | +4  | 28  |
| 4   | Ecuador    | 16 | 7 | 4 | 5  | 20 | 16 | +4  | 25  |
| 5   | Uruguay    | 16 | 7 | 4 | 5  | 25 | 25 | 0   | 25  |
| 6   | Venezuela  | 16 | 5 | 5 | 6  | 14 | 20 | −6  | 20  |
| 7   | Peru       | 16 | 4 | 3 | 9  | 17 | 26 | −9  | 15  |
| 8   | Bolivia    | 16 | 2 | 6 | 8  | 17 | 30 | −13 | 12  |
| 9   | Paraguay   | 16 | 3 | 3 | 10 | 17 | 31 | −14 | 12  |

|    | Speler            | Land       | Goals |
| -- | ----------------- | ---------- | ----- |
| 1  | Luis Suárez       | Uruguay    | 11    |
| 2  | Lionel Messi      | Argentinië | 10    |
| 3  | Gonzalo Higuaín   | Argentinië | 9     |
| 3  | Radamel Falcao    | Colombia   | 9     |
| 5  | Felipe Caicedo    | Ecuador    | 7     |
| 6  | Teofilo Gutierrez | Colombia   | 6     |
| 7  | Eduardo Vargas    | Chili      | 5     |
| 7  | Jefferson Farfan  | Peru       | 5     |
| 7  | José Rondón       | Venezuela  | 5     |
| 7  | Arturo Vidal      | Chili      | 5     |
| 7  | Sergio Agüero     | Argentinië | 5     |
| 7  | Edinson Cavani    | Uruguay    | 5     |
| 12 | 3 spelers         |            | 4     |

#### Wedstrijden
|                      |                       |         |              |                                                                                      |
| 7 oktober 2011 23:05 | Ecuador               | 2 – 0   | Venezuela    | Estadio Olímpico Atahualpa, Quito Toeschouwers: 32.278 Scheidsrechter: Enrique Osses |
| 7 oktober 2011 23:05 | Ayoví 15' Benítez 28' | verslag | 70', 77' Rey | Estadio Olímpico Atahualpa, Quito Toeschouwers: 32.278 Scheidsrechter: Enrique Osses |

|                        |                       |         |             |                                                                                   |
| 12 november 2011 01:00 | Paraguay              | 2 – 1   | Ecuador     | Defensores del Chaco, Asunción Toeschouwers: 11.173 Scheidsrechter: José Buitrago |
| 12 november 2011 01:00 | Riveros 47' Verón 57' | verslag | 90+2' Rojas | Defensores del Chaco, Asunción Toeschouwers: 11.173 Scheidsrechter: José Buitrago |

|                        |                        |         |      |                                                                                        |
| 15 november 2011 22:00 | Ecuador                | 2 – 0   | Peru | Estadio Olímpico Atahualpa, Quito Toeschouwers: 34.481 Scheidsrechter: Jorge Larrionda |
| 15 november 2011 22:00 | Méndez 69' Benítez 88' | verslag |      | Estadio Olímpico Atahualpa, Quito Toeschouwers: 34.481 Scheidsrechter: Jorge Larrionda |

|                   |                                               |         |         |                                                                                |
| 3 juni 2012 00:30 | Argentinië                                    | 4 – 0   | Ecuador | El Monumental, Buenos Aires Toeschouwers: 50.000 Scheidsrechter: Victor Rivera |
| 3 juni 2012 00:30 | Agüero 19' Higuaín 29' Messi 31' Di María 76' | Verslag |         | El Monumental, Buenos Aires Toeschouwers: 50.000 Scheidsrechter: Victor Rivera |

|                    |                       |         |          |                                                                                      |
| 10 juni 2012 23:00 | Ecuador               | 1 – 0   | Colombia | Estadio Olimpico Atahualpa, Quito Toeschouwers: 37.353 Scheidsrechter: Wilson Seneme |
| 10 juni 2012 23:00 | Benítez 53' Noboa 86' | verslag |          | Estadio Olimpico Atahualpa, Quito Toeschouwers: 37.353 Scheidsrechter: Wilson Seneme |

|                        |                    |         |         |                                                                                  |
| 7 september 2012 23:00 | Ecuador            | 1 – 0   | Bolivia | Estadio Olimpico Atahualpa, Quito Toeschouwers: 32.213 Scheidsrechter: Juan Soto |
| 7 september 2012 23:00 | Caicedo 74' (pen.) | verslag |         | Estadio Olimpico Atahualpa, Quito Toeschouwers: 32.213 Scheidsrechter: Juan Soto |

|                         |            |         |                                |                                                                                     |
| 11 september 2012 23:30 | Uruguay    | 1 – 1   | Ecuador                        | Estadio Centenario, Montevideo Toeschouwers: 38.000 Scheidsrechter: Carlos Amarilla |
| 11 september 2012 23:30 | Cavani 67' | verslag | 8' Caicedo 75', 90+3' Valencia | Estadio Centenario, Montevideo Toeschouwers: 38.000 Scheidsrechter: Carlos Amarilla |

|                       |                                        |         |                    |                                                                                    |
| 12 oktober 2012 16:00 | Ecuador                                | 3 – 1   | Chili              | Estadio Olímpico Atahualpa, Quito Toeschouwers: 32.600 Scheidsrechter: Héber Lopes |
| 12 oktober 2012 16:00 | Caicedo 33', 56' (pen.) Castillo 90+2' | verslag | 25' (e.d.) Paredes | Estadio Olímpico Atahualpa, Quito Toeschouwers: 32.600 Scheidsrechter: Héber Lopes |

|                       |           |         |              | |
| 16 oktober 2012 17:30 | Venezuela | 1 – 1   | Ecuador      | Estadio José Antonio Anzoátegui, Puerto La Cruz Toeschouwers: 35.076 Scheidsrechter: Néstor Pitana |
| 16 oktober 2012 17:30 | Arango 5' | verslag | 23' Castillo | Estadio José Antonio Anzoátegui, Puerto La Cruz Toeschouwers: 35.076 Scheidsrechter: Néstor Pitana |

|                     |                                          |         |               |                                                                                     |
| 26 maart 2013 16:00 | Ecuador                                  | 4 – 1   | Paraguay      | Estadio Olímpico Atahualpa, Quito Toeschouwers: 33.048 Scheidsrechter: Sandro Ricci |
| 26 maart 2013 16:00 | Caicedo 37' Montero 49', 74' Benítez 54' | verslag | 15' Caballero | Estadio Olímpico Atahualpa, Quito Toeschouwers: 33.048 Scheidsrechter: Sandro Ricci |

|                   |             |       |         |                                                                             |
| 7 juni 2013 21:10 | Peru        | 1 – 0 | Ecuador | Estadio Nacional, Lima Toeschouwers: 37.000 Scheidsrechter: Marcelo de Lima |
| 7 juni 2013 21:10 | Pizarro 11' |       |         | Estadio Nacional, Lima Toeschouwers: 37.000 Scheidsrechter: Marcelo de Lima |

|                    |              |       |            |                                                                                        |
| 11 juni 2013 16:00 | Ecuador      | 1 – 1 | Argentinië | Estadio Olímpico Atahualpa, Quito Toeschouwers: 35.000 Scheidsrechter: Enrique Caceres |
| 11 juni 2013 16:00 | Castillo 17' |       | 4' Agüero  | Estadio Olímpico Atahualpa, Quito Toeschouwers: 35.000 Scheidsrechter: Enrique Caceres |

|                        |               |       |         | |
| 6 september 2013 22:30 | Colombia      | 1 – 0 | Ecuador | Estadio Metropolitano Roberto Meléndez, Barranquilla Toeschouwers: 46.000 Scheidsrechter: Heber Lopes |
| 6 september 2013 22:30 | Rodríguez 31' |       |         | Estadio Metropolitano Roberto Meléndez, Barranquilla Toeschouwers: 46.000 Scheidsrechter: Heber Lopes |

|                         |             |       |                    |                                                                                       |
| 10 september 2013 16:00 | Bolivia     | 1 – 1 | Ecuador            | Estadio Hernando Siles, La Paz Toeschouwers: 12.043 Scheidsrechter: Paulo de Oliveira |
| 10 september 2013 16:00 | Iriondo 47' |       | 58' (pen.) Caicedo | Estadio Hernando Siles, La Paz Toeschouwers: 12.043 Scheidsrechter: Paulo de Oliveira |

|                       |             |       |         |                                                                                     |
| 11 oktober 2013 16:00 | Ecuador     | 1 – 0 | Uruguay | Estadio Olímpico Atahualpa, Quito Toeschouwers: 32.996 Scheidsrechter: Sandro Ricci |
| 11 oktober 2013 16:00 | Montero 30' |       |         | Estadio Olímpico Atahualpa, Quito Toeschouwers: 32.996 Scheidsrechter: Sandro Ricci |

|                       |                       |       |            |                                                                               |
| 15 oktober 2013 20:30 | Chili                 | 2 – 1 | Ecuador    | Estadio Nacional, Santiago Toeschouwers: 47.458 Scheidsrechter: Leandro Pedro |
| 15 oktober 2013 20:30 | Sánchez 35' Medel 38' |       | 66'Caicedo | Estadio Nacional, Santiago Toeschouwers: 47.458 Scheidsrechter: Leandro Pedro |

## Het wereldkampioenschap
Op 6 december 2013 werd er geloot voor de groepsfase van het WK in Brazilië. Ecuador werd als tweede ondergebracht in Groep E en kreeg zo Brasilia, Curitiba en Rio de Janeiro als speelsteden voor de groepsfase. Ook Zwitserland, Frankrijk en Honduras kwamen in Groep E terecht.
De FIFA maakte op 13 mei bekend dat de slogan van het Chileense elftal, zichtbaar op de spelersbus, "Un compromiso, una pasíon, un solo corazón, ¡Va por ti Ecuador!" is, dat "Één doel, één passie, maar één hart, deze is voor jullie Ecuador!" betekent. De slogan werd door supporters gekozen.

### Uitrustingen
| Thuistenue | Uittenue |

### Technische staf
| Naam            | Functie   |
| --------------- | --------- |
| Technische staf |           |
| Reinaldo Rueda  | Bondcoach |

### Selectie
| Nr.           | Naam                | Geboortedatum | GW |   |   |   |   |   |   | Club                 |
| ------------- | ------------------- | ------------- | -- | - | - | - | - | - | - | -------------------- |
| Doelmannen    |                     |               |    |   |   |   |   |   |   |                      |
| 1             | Máximo Banguera     | 17-04-1991    | 0  | 0 | 0 | 0 | 0 | 0 | 0 | Barcelona SC         |
| 12            | Adrián Bone         | 22-08-1988    | 0  | 0 | 0 | 0 | 0 | 0 | 0 | El Nacional          |
| 22            | Alexander Domínguez | 12-06-1981    | 3  | 0 | 0 | 0 | 0 | 0 | 0 | LDU Quito            |
| Verdedigers   |                     |               |    |   |   |   |   |   |   |                      |
| 2             | Jorge Guagua        | 28-09-1981    | 3  | 0 | 0 | 0 | 0 | 0 | 0 | Emelec               |
| 3             | Frickson Erazo      | 05-05-1988    | 3  | 0 | 1 | 0 | 0 | 0 | 0 | CR Flamengo          |
| 4             | Juan Carlos Paredes | 08-07-1987    | 3  | 0 | 1 | 0 | 0 | 0 | 0 | Barcelona SC         |
| 10            | Walter Ayoví        | 11-08-1979    | 3  | 0 | 0 | 0 | 0 | 0 | 0 | CF Pachuca           |
| 18            | Óscar Bagüi         | 10-12-1982    | 0  | 0 | 0 | 0 | 0 | 0 | 0 | Emelec               |
| 21            | Gabriel Achilier    | 24-03-1985    | 2  | 0 | 0 | 0 | 0 | 2 | 0 | Emelec               |
| Middenvelders |                     |               |    |   |   |   |   |   |   |                      |
| 5             | Renato Ibarra       | 20-01-1991    | 1  | 0 | 0 | 0 | 0 | 1 | 0 | SBV Vitesse          |
| 6             | Christian Noboa     | 09-04-1985    | 3  | 0 | 0 | 0 | 0 | 0 | 1 | Dinamo Moskou        |
| 7             | Jefferson Montero   | 01-09-1989    | 3  | 0 | 1 | 0 | 0 | 0 | 3 | Monarcas Morelia     |
| 8             | Edison Méndez       | 15-03-1979    | 1  | 0 | 0 | 0 | 0 | 1 | 0 | Santa Fe             |
| 9             | João Rojas          | 14-06-1989    | 1  | 0 | 0 | 0 | 0 | 1 | 0 | Cruz Azul            |
| 14            | Segundo Castillo    | 15-05-1982    | 2  | 0 | 0 | 0 | 0 | 0 | 1 | Al-Hilal             |
| 15            | Michael Arroyo      | 23-04-1987    | 2  | 0 | 0 | 0 | 0 | 1 | 1 | Atlante              |
| 16            | Antonio Valencia    | 04-08-1985    | 3  | 0 | 1 | 0 | 1 | 0 | 0 | Manchester United FC |
| 19            | Luis Saritama       | 20-10-1983    | 0  | 0 | 0 | 0 | 0 | 0 | 0 | Barcelona SC         |
| 20            | Fidel Martínez      | 15-02-1990    | 0  | 0 | 0 | 0 | 0 | 0 | 0 | Club Tijuana         |
| 23            | Carlos Gruezo       | 19-04-1995    | 2  | 0 | 0 | 0 | 0 | 1 | 0 | VfB Stuttgart        |
| Aanvallers    |                     |               |    |   |   |   |   |   |   |                      |
| 11            | Felipe Caicedo      | 05-09-1988    | 3  | 0 | 0 | 0 | 0 | 1 | 2 | Al-Jazira Club       |
| 13            | Enner Valencia      | 11-04-1989    | 3  | 3 | 1 | 0 | 0 | 0 | 0 | CF Pachuca           |
| 17            | Jaime Ayoví         | 21-02-1988    | 0  | 0 | 0 | 0 | 0 | 0 | 0 | Club Tijuana         |

#### Afvallers
| Verdedigers   |                  |            |                        |
|               | John Narváez     | 12-06-1991 | Emelec                 |
| Middenvelders |                  |            |                        |
|               | Edison Méndez    | 16-03-1979 | Independiente Santa Fe |
|               | Michael Arroyo   | 23-04-1987 | CF Atlante             |
|               | Oswaldo Minda    | 26-07-1983 | Chivas USA             |
|               | Ángel Mena       | 21-01-1988 | Emelec                 |
|               | Cristian Penilla | 02-05-1991 | Barcelona SC           |

### Groep E
| Land        | Win | Gel | Ver | DV | DT | +/− | Pnt |
| ----------- | --- | --- | --- | -- | -- | --- | --- |
| Frankrijk   | 2   | 1   | 0   | 8  | 2  | +6  | 7   |
| Zwitserland | 2   | 0   | 1   | 7  | 6  | +1  | 6   |
| Ecuador     | 1   | 1   | 1   | 3  | 3  | 0   | 4   |
| Honduras    | 0   | 0   | 3   | 1  | 8  | −7  | 0   |

|                            |                             |         |                 | |
| 15 juni 2014 13:00 (UTC−3) | Zwitserland                 | 2 – 1   | Ecuador         | Estádio Nacional de Brasília, Brasilia Toeschouwers: 68.351 Scheidsrechter: Ravshan Irmatov (Oezbekistan) |
| 15 juni 2014 13:00 (UTC−3) | Mehmedi 48' Seferović 90+3' | Verslag | 22' E. Valencia | Estádio Nacional de Brasília, Brasilia Toeschouwers: 68.351 Scheidsrechter: Ravshan Irmatov (Oezbekistan) |

| Zwitserland | Ecuador |

| Zwitserland:    |    |                      |     |
|                 |    |                      |     |
| GK              | 1  | Diego Benaglio       |     |
| RB              | 2  | Stephan Lichtsteiner |     |
| CB              | 20 | Johan Djourou        | 84' |
| CB              | 5  | Steve von Bergen     |     |
| LB              | 13 | Ricardo Rodríguez    |     |
| CM              | 11 | Valon Behrami        |     |
| CM              | 8  | Gokhan Inler         |     |
| AM              | 10 | Granit Xhaka         |     |
| RW              | 23 | Xherdan Shaqiri      |     |
| CF              | 19 | Josip Drmic          | 75' |
| LW              | 14 | Valentin Stocker     | 46' |
| Wisselspelers:  |    |                      |     |
| FW              | 18 | Admir Mehmedi        | 46' |
| FW              | 9  | Haris Seferović      | 75' |
| Coach:          |    |                      |     |
| Ottmar Hitzfeld |    |                      |     |

| Ecuador:       |    |                     |     |
|                |    |                     |     |
| GK             | 22 | Alexander Domínguez |     |
| RB             | 4  | Juan Carlos Paredes | 53' |
| CB             | 2  | Jorge Guagua        |     |
| CB             | 3  | Frickson Erazo      |     |
| LB             | 10 | Walter Ayoví        |     |
| RM             | 16 | Antonio Valencia    |     |
| CM             | 23 | Carlos Gruezo       |     |
| CM             | 6  | Christian Noboa     |     |
| LM             | 7  | Jefferson Montero   | 77' |
| CF             | 13 | Enner Valencia      |     |
| CF             | 11 | Felipe Caicedo      | 70' |
| Wisselspelers: |    |                     |     |
| MF             | 15 | Michael Arroyo      | 70' |
| MF             | 9  | João Rojas          | 77' |
| Coach:         |    |                     |     |
| Reinaldo Rueda |    |                     |     |

|                            |            |         |                      |                                                                     |
| 20 juni 2014 19:00 (UTC−3) | Honduras   | 1 – 2   | Ecuador              | Arena da Baixada, Curitiba Scheidsrechter: Ben Williams (Australië) |
| 20 juni 2014 19:00 (UTC−3) | Costly 31' | Verslag | 34', 65' E. Valencia | Arena da Baixada, Curitiba Scheidsrechter: Ben Williams (Australië) |

| Honduras | Ecuador |

| Honduras:            |    |                    |       |
|                      |    |                    |       |
| GK                   | 18 | Noel Valladares    |       |
| RB                   | 21 | Brayan Beckeles    |       |
| CB                   | 5  | Víctor Bernárdez   | 7'    |
| CB                   | 3  | Maynor Figueroa    |       |
| LB                   | 7  | Emilio Izaguirre   | 46'   |
| RM                   | 14 | Óscar García       | 82'   |
| CM                   | 19 | Luis Garrido       | 71'   |
| CM                   | 20 | Jorge Claros       |       |
| LM                   | 15 | Roger Espinoza     |       |
| CF                   | 11 | Jerry Bengtson     | 45+3' |
| CF                   | 13 | Carlo Costly       |       |
| Wisselspelers:       |    |                    |       |
| DF                   | 6  | Juan Carlos García | 46'   |
| MF                   | 10 | Mario Martínez     | 71'   |
| MF                   | 23 | Marvin Chávez      | 82'   |
| Coach:               |    |                    |       |
| Luis Fernando Suárez |    |                    |       |

| Ecuador:       |    |                     |           |
|                |    |                     |           |
| GK             | 22 | Alexander Domínguez |           |
| RB             | 4  | Juan Carlos Paredes |           |
| CB             | 2  | Jorge Guagua        |           |
| CB             | 3  | Frickson Erazo      |           |
| LB             | 10 | Walter Ayoví        |           |
| RM             | 16 | Antonio Valencia    | 57'       |
| CM             | 14 | Oswaldo Minda       | 83'       |
| CM             | 6  | Christian Noboa     |           |
| LM             | 7  | Jefferson Montero   | 80' 90+2' |
| CF             | 13 | Enner Valencia      | 72'       |
| CF             | 11 | Felipe Caicedo      | 82'       |
| Wisselspelers: |    |                     |           |
| MF             | 8  | Edison Méndez       | 82'       |
| MF             | 23 | Carlos Gruezo       | 83'       |
| DF             | 21 | Gabriel Achilier    | 90+2'     |
| Coach:         |    |                     |           |
| Reinaldo Rueda |    |                     |           |

|                            |         |       |           |                                                                      |
| 25 juni 2014 17:00 (UTC−3) | Ecuador | 0 – 0 | Frankrijk | Maracanã, Rio de Janeiro Scheidsrechter: Noumandiez Doué (Ivoorkust) |
| 25 juni 2014 17:00 (UTC−3) | Verslag |       |           | Maracanã, Rio de Janeiro Scheidsrechter: Noumandiez Doué (Ivoorkust) |

| Ecuador | Frankrijk |

| Ecuador:       |    |                     |     |
|                |    |                     |     |
| GK             | 22 | Alexander Domínguez |     |
| RB             | 4  | Juan Carlos Paredes |     |
| CB             | 2  | Jorge Guagua        |     |
| CB             | 3  | Frickson Erazo      | 83' |
| LB             | 10 | Walter Ayoví        |     |
| RM             | 16 | Antonio Valencia    | 50' |
| CM             | 14 | Oswaldo Minda       |     |
| CM             | 6  | Christian Noboa     | 89' |
| LM             | 7  | Jefferson Montero   | 63' |
| CF             | 13 | Enner Valencia      |     |
| CF             | 15 | Michael Arroyo      | 82' |
| Wisselspelers: |    |                     |     |
| MF             | 5  | Renato Ibarra       | 63' |
| DF             | 21 | Gabriel Achilier    | 82' |
| FW             | 11 | Felipe Caicedo      | 89' |
| Coach:         |    |                     |     |
| Reinaldo Rueda |    |                     |     |

| Frankrijk:       |    |                     |     |
|                  |    |                     |     |
| GK               | 1  | Hugo Lloris         |     |
| RB               | 15 | Bakari Sagna        |     |
| CB               | 21 | Laurent Koscielny   |     |
| CB               | 5  | Mamadou Sakho       | 61' |
| LB               | 17 | Lucas Digne         |     |
| CM               | 19 | Paul Pogba          |     |
| DM               | 22 | Morgan Schneiderlin |     |
| CM               | 14 | Blaise Matuidi      | 67' |
| RW               | 18 | Moussa Sissoko      |     |
| CF               | 10 | Karim Benzema       |     |
| LW               | 11 | Antoine Griezmann   | 79' |
| Wisselspelers:   |    |                     |     |
| DF               | 4  | Raphaël Varane      | 61' |
| FW               | 9  | Olivier Giroud      | 67' |
| FW               | 20 | Loïc Rémy           | 79' |
| Coach:           |    |                     |     |
| Didier Deschamps |    |                     |     |

FEF · A-internationals · Bondscoaches · Selecties · Statistieken · Ecuadoraans vrouwenelftal · Olympisch elftal · Ecuador U21 · Ecuador U20 · Ecuador U18 · Ecuador U17
1938 – 1949 ·
1950 – 1959 ·
1960 – 1969 ·
1970 – 1979 ·
1980 – 1989 ·
1990 – 1999 ·
2000 – 2009 ·
2010 – 2019 ·
2020 − 2029
WK 2002 · 
WK 2006 · 
WK 2014
1938 · 
1939 · 
1940 · 
1941 · 
1942 · 
1943 · 1944 · 
1945 · 
1946 · 
1947 · 
1948 · 
1949 · 
1950 · 1951 · 1952 · 
1953 · 
1954 · 
1955 · 
1956 · 
1957 · 
1958 · 
1959 · 
1960 · 
1961 · 1962 · 
1963 · 
1964 · 
1965 · 
1966 · 
1967 · 1968 · 
1969 · 
1970 · 
1971 · 
1972 · 
1973 · 
1974 · 
1975 · 
1976 · 
1977 · 
1978 · 
1979 · 
1980 · 
1981 · 
1982 · 
1983 · 
1984 · 
1985 · 
1986 · 
1987 · 
1988 · 
1989 · 
1990 · 
1991 · 
1992 · 
1993 · 
1994 · 
1995 · 
1996 · 
1997 · 
1998 · 
1999 · 
2000 · 
2001 · 
2002 · 
2003 · 
2004 · 
2005 · 
2006 · 
2007 · 
2008 · 
2009 · 
2010 · 
2011 · 
2012 · 
2013 · 
2014 · 
2015 · 
2016 · 
2017 ·
2018 ·
2019 ·
2020 ·
2021 ·
2022
Argentinië ·
Armenië ·
Australië ·
Bolivia · 
Brazilië ·
Bulgarije ·
Canada ·
Chili ·
Colombia ·
Costa Rica ·
Cuba ·
Denemarken ·
DDR ·
Duitsland ·
El Salvador ·
Engeland ·
Estland ·
Finland ·
Frankrijk ·
Griekenland ·
Guatemala ·
Haïti ·
Honduras ·
Ierland ·
Irak ·
Iran ·
Italië ·
Jamaica ·
Japan ·
Joegoslavië ·
Jordanië ·
Kaapverdië ·
Koeweit ·
Kroatië · 
Libanon ·
Mexico ·
Nederland ·
Nigeria ·
Noord-Macedonië ·
Oeganda ·
Oman ·
Panama ·
Paraguay ·
Peru ·
Polen ·
Portugal ·
Qatar ·
Roemenië ·
Saoedi-Arabië ·
Schotland ·
Senegal ·
Spanje ·
Trinidad en Tobago ·
Turkije · 
Uruguay ·
Venezuela ·
Verenigde Staten ·
Wit-Rusland ·
Zambia ·
Zuid-Afrika ·
Zuid-Korea ·
Zweden ·
Zwitserland
Costa Rica (2006) · 
Duitsland (2006) · 
Engeland (2006) · 
Frankrijk (2014) · 
Honduras (2014) · 
Nederland (2022) · 
Polen (2006) · 
Qatar (2022) · 
Zwitserland (2014)